# 충칭 대학
충칭 대학(重慶大學)은 중화인민공화국의 국립 대학교이며 중화민국 대륙 본토 국민정부 정권 시대였던 1929년 10월 12일에 충칭 대학관(重慶大學館)으로 첫 개교되었고 이후 중화인민공화국 정권 초기 때이던 1952년 충칭 대학(重慶大學)으로 교명 개칭되었으며 이후 이 교명이 현재에 이르고 있다.